# Мороз, Владислав (Влад) Павлович
Владислав «Влад» Павлович Мороз (родился 15 июня 1962 года в Ленинграде, СССР) — советский и российский альпинист, один из создателей российского outdoor. Был членом сборной СССР по альпинизму, мастер спорта СССР по альпинизму, имеет почётный значок Альпинист СССР. Внёс значительный вклад в развитие нескольких экстремальных видов спорта в России. Один из основателей и директор одной из самых известных в России компании по производству outdoor-экипировки, основанной в Ленинграде в 1989 году. Покоритель Эвереста (8848 м) — высочайшей вершины планеты.

## Биография
Владислав Мороз родился в 1962 году в Ленинграде. В начале 1980-х годов, будучи студентом ЛЭТИ он записался в секцию альпинизма при институте. Тогда же и произошло его знакомство с Александром Эдгаровичем Глушковским, одним из руководителей секции.
19 января 1987 года Морозу было присвоено почётное звание мастер спорта СССР по альпинизму, на то время Влад был самым молодым альпинистом СССР, получившим это звание. 
До 1989 года в СССР не производилось качественной альпинистской экипировки, которая помогала бы людям и спасала бы их жизни в горах. Мороз вместе с Глушковским стал одним из пионеров создания качественной надежной экипировки, организовав спортивный бренд Red Fox.
20 мая 2016 года Мороз в возрасте 55 лет взошёл на вершину Эвереста.
С 1980 года, как Влад начал ходить в горы, за его плечами более 150 восхождений. Из них 9 — 6-й, труднейшей категории трудности. 26 восхождений — 5-й категории трудности. 6 первопрохождений по новым маршрутам и 2 первопрохождения на новые вершины.
Многократный призёр Чемпионатов СССР по альпинизму, участник сложных зимних восхождений на Пик Корженевской (7105 м) и пик Ленина (7134 м).
В 2014 году Влад совершил восхождение на Ама-Даблам в составе российско-итальянской экспедиции;
Руководил международными экспедициями на Крайний Север на собачьих упряжках.
Влад снялся в самом высокогорном документальном российском фильме Первого канала о восхождении на Эвересте «Ген высоты» Валдиса Пельша.
Влад один из создателей международного Фестиваля зимних экстремальных видов спорта на Эльбрусе (куда входят — ежегодные соревнования, включая в 2022 году — Вертикальный километр и Скоростное восхождение на Эльбрус).
С 2013 года директор Фестиваля зимних экстремальных видов спорта на Эльбрусе.
Мороз внес огромный вклад в развитие приключенческих гонок. В 2003 году, когда в России ещё практически не слышали о приключенческих гонках, компания Влада стала партнером и организатором самой первой всероссийской приключенческой гонки Red Fox Adventure Race в Санкт-Петербурге, которая собрала 23 команды по 2 человека. В 2008 году приключенческая гонка прошла впервые за пределами России — в Норвегии. Red Fox Adventure Race. Norway Edition собрала около 100 участников и с 2013 года вошла в серию Европейских приключенческих гонок. Сейчас, спустя 19 лет каждая ежегодная гонка собирает более 500 участников, и стала самым главным событием в мире Adventure Races в России.
С 2003 года компания Мороза Red Fox организатор самой крупной всероссийской приключенческой гонки Red Fox Adventure Race.
Влад обладатель рекорда книги рекордов Гиннеса, как альпинист и главный участник международной экспедиции «Base Climb» Grand Trango Tower в Пакистане, в составе которой Glenn Singleman — австралийский международно-известный бейсджампер установил рекордный прыжок, который держался 14 лет.
При участии Влада Мороза состоялись ряд значимых российских экстремальных outdoor-проектов, в частности, экспедиции известного российского путешественника Федора Конюхова.
Влад — известный и успешный Российский бизнесмен, приглашенный бизнес-спикер для Global Business Immersion to Russia учебной программы для Australian National University в 2018 и 2019 годах по теме «Как делать бизнес в России»

## Личная жизнь
Влад женат на Ольге Мороз, которая является директором по развитию outdoor-экипировки, соорганизатор Red Fox Adventure Race и содиректор Фестиваля зимних экстремальных видов спорта на Эльбрусе. Влад и Ольга имеют 2 детей и 6 внуков.